# Cantone di Chalon-sur-Saône-Nord
Il Cantone di Chalon-sur-Saône-Nord era una divisione amministrativa dell'arrondissement di Chalon-sur-Saône.
È stato soppresso a seguito della riforma complessiva dei cantoni del 2014, che è entrata in vigore con le elezioni dipartimentali del 2015.
Comprendeva parte della città di Chalon-sur-Saône e i comuni di:
- Champforgeuil
- Crissey
- Farges-lès-Chalon
- Fragnes
- La Loyère
- Sassenay
- Virey-le-Grand